# Ahuy
Ahuy est une commune française située dans le département de la Côte-d'Or, en région Bourgogne-Franche-Comté.

## Géographie
La commune d'Ahuy se situe aux abords du plateau de Langres à 6 km au nord de Dijon.
Aux portes de l'agglomération dijonnaise, Ahuy se situe dans un cadre pittoresque entouré de verdure, à une altitude moyenne de 350 m, au commencement du Val Suzon, un peu à l'écart de la route départementale 107. À l'orée de la forêt, le village a su conserver son calme et son cachet. Pour les amateurs de vieilles pierres et de nature, Ahuy est un point de départ vers des sentiers de randonnée.
Son altitude varie de :
- 259 m point le plus bas, au niveau du Suzon rue des Grandes-Varennes à
- 395 m point le plus élevé, au carrefour du chemin des vaches (CR 21) du chemin du bois de Vantoux (CR 18) et du chemin Hauteville/Vantoux (CV 6).

### Climat
Pour des articles plus généraux, voir Climat de la Bourgogne-Franche-Comté et Climat de la Côte-d'Or.
En 2010, le climat de la commune est de type climat océanique dégradé des plaines du Centre et du Nord, selon une étude du Centre national de la recherche scientifique s'appuyant sur une série de données couvrant la période 1971-2000. En 2020, Météo-France publie une typologie des climats de la France métropolitaine dans laquelle la commune est exposée à un climat océanique altéré et est dans la région climatique Bourgogne, vallée de la Saône, caractérisée par un bon ensoleillement (1 900 h/an), un été chaud (18,5 °C), un air sec au printemps et en été et des vents faibles.
Pour la période 1971-2000, la température annuelle moyenne est de 10,6 °C, avec une amplitude thermique annuelle de 17,4 °C. Le cumul annuel moyen de précipitations est de 819 mm, avec 11,8 jours de précipitations en janvier et 7,5 jours en juillet. Pour la période 1991-2020, la température moyenne annuelle observée sur la station météorologique de Météo-France la plus proche, « Dijon Toison », sur la commune de Dijon à 5 km à vol d'oiseau, est de 11,5 °C et le cumul annuel moyen de précipitations est de 771,8 mm,. Pour l'avenir, les paramètres climatiques de la commune estimés pour 2050 selon différents scénarios d'émission de gaz à effet de serre sont consultables sur un site dédié publié par Météo-France en novembre 2022.

## Urbanisme

### Typologie
Au 1er janvier 2024, Ahuy est catégorisée bourg rural, selon la nouvelle grille communale de densité à 7 niveaux définie par l'Insee en 2022.
Elle est située hors unité urbaine. Par ailleurs la commune fait partie de l'aire d'attraction de Dijon, dont elle est une commune de la couronne,. Cette aire, qui regroupe 333 communes, est catégorisée dans les aires de 200 000 à moins de 700 000 habitants,.

### Occupation des sols
L'occupation des sols de la commune, telle qu'elle ressort de la base de données européenne d’occupation biophysique des sols Corine Land Cover (CLC), est marquée par l'importance des territoires agricoles (60,3 % en 2018), en diminution par rapport à 1990 (62,2 %). La répartition détaillée en 2018 est la suivante : terres arables (43,8 %), forêts (28,1 %), zones agricoles hétérogènes (16,5 %), zones urbanisées (8,2 %), zones industrielles ou commerciales et réseaux de communication (3,3 %). L'évolution de l’occupation des sols de la commune et de ses infrastructures peut être observée sur les différentes représentations cartographiques du territoire : la carte de Cassini (XVIIIe siècle), la carte d'état-major (1820-1866) et les cartes ou photos aériennes de l'IGN pour la période actuelle (1950 à aujourd'hui).

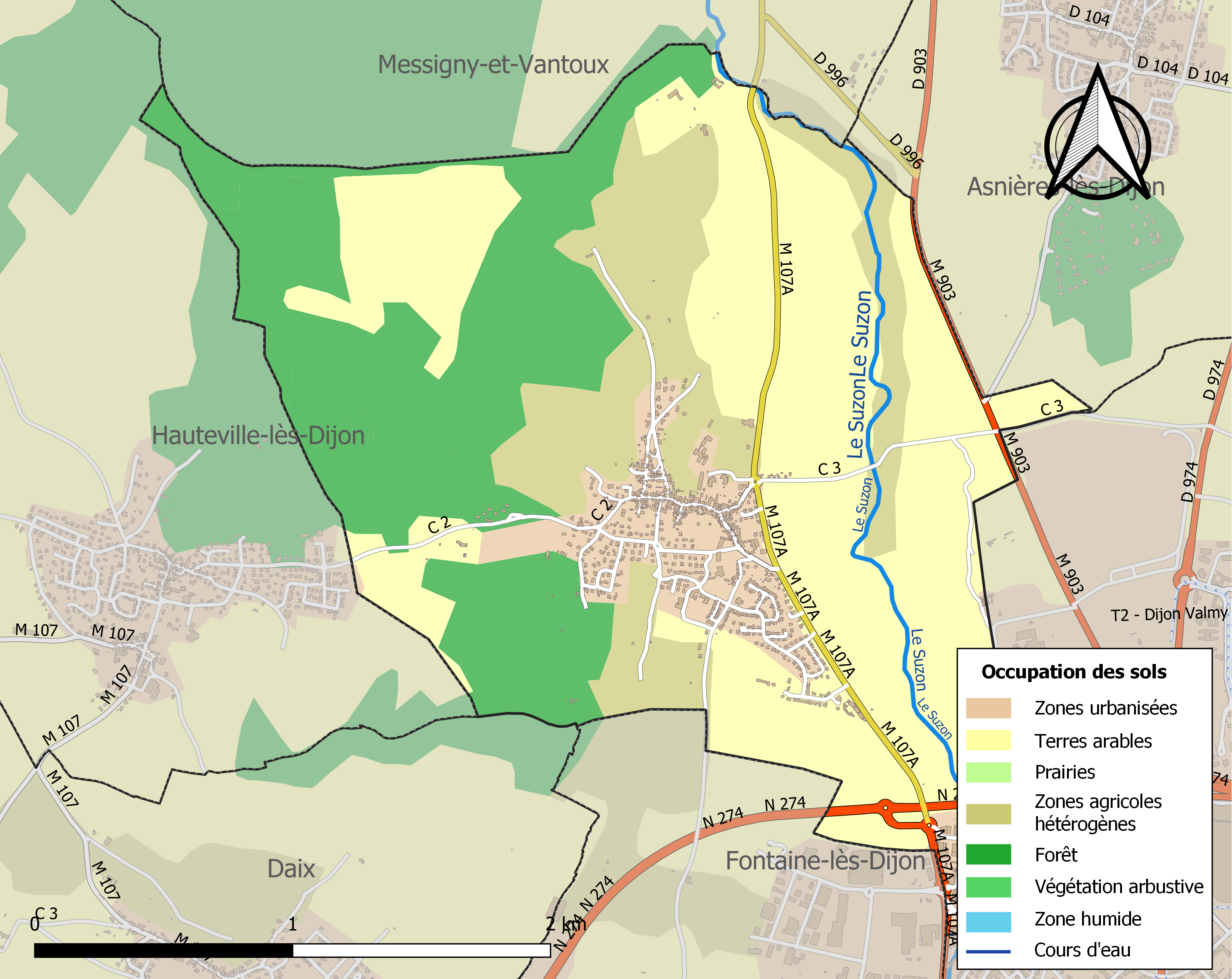
Carte des infrastructures et de l'occupation des sols de la commune en 2018 (CLC).

## Toponymie
Un texte latin signale l'existence d'Ahuy, en 885, dans ce passage : In Eodem Divionensi pago, villa videlit aqueductu cum capella. Les années 1050 à 1060 voient un Aquodium rappelant l'existence d'un aqueduc. Ensuite sous les formes suivantes Ahust en 1208, aheuz en 1235, Ahuist en 1323.

## Politique et administration

### Liste des maires
| Période                                  | Période   | Identité            | Étiquette | Qualité          |
| ---------------------------------------- | --------- | ------------------- | --------- | ---------------- |
| mars 1983                                | mars 2014 | Jean-Claude Douhait | DVD       |                  |
| mars 2014                                | En cours  | Dominique Grimpret  | MoDem     | Agent immobilier |
| Les données manquantes sont à compléter. |           |                     |           |                  |

## Démographie

### Évolution démographique
L'évolution du nombre d'habitants est connue à travers les recensements de la population effectués dans la commune depuis 1793. Pour les communes de moins de 10 000 habitants, une enquête de recensement portant sur toute la population est réalisée tous les cinq ans, les populations de référence des années intermédiaires étant quant à elles estimées par interpolation ou extrapolation. Pour la commune, le premier recensement exhaustif entrant dans le cadre du nouveau dispositif a été réalisé en 2005.

En 2022, la commune comptait 1 695 habitants, en évolution de +39,39 % par rapport à 2016 (Côte-d'Or : +0,82 %, France hors Mayotte : +2,11 %).
| 1793 | 1800 | 1806 | 1821 | 1831 | 1836 | 1841 | 1846 | 1851 |
| ---- | ---- | ---- | ---- | ---- | ---- | ---- | ---- | ---- |
| 560  | 451  | 446  | 437  | 445  | 471  | 451  | 451  | 437  |

| 1856 | 1861 | 1866 | 1872 | 1876 | 1881 | 1886 | 1891 | 1896 |
| ---- | ---- | ---- | ---- | ---- | ---- | ---- | ---- | ---- |
| 433  | 410  | 417  | 386  | 398  | 422  | 436  | 429  | 402  |

| 1901 | 1906 | 1911 | 1921 | 1926 | 1931 | 1936 | 1946 | 1954 |
| ---- | ---- | ---- | ---- | ---- | ---- | ---- | ---- | ---- |
| 395  | 395  | 385  | 351  | 353  | 363  | 375  | 383  | 533  |

| 1962 | 1968 | 1975 | 1982 | 1990  | 1999  | 2005  | 2006  | 2010  |
| ---- | ---- | ---- | ---- | ----- | ----- | ----- | ----- | ----- |
| 539  | 603  | 633  | 960  | 1 283 | 1 356 | 1 304 | 1 283 | 1 265 |

| 2015  | 2020  | 2022  | - | - | - | - | - | - |
| ----- | ----- | ----- | - | - | - | - | - | - |
| 1 184 | 1 591 | 1 695 | - | - | - | - | - | - |

### Pyramide des âges
En 2018, le taux de personnes d'un âge inférieur à 30 ans s'élève à 33 %, soit en dessous de la moyenne départementale (35,6 %). À l'inverse, le taux de personnes d'âge supérieur à 60 ans est de 32,4 % la même année, alors qu'il est de 27,1 % au niveau départemental.
En 2018, la commune comptait 649 hommes pour 688 femmes, soit un taux de 51,46 % de femmes, légèrement inférieur au taux départemental (51,75 %).
Les pyramides des âges de la commune et du département s'établissent comme suit.
| Hommes | Classe d’âge | Femmes |
| ------ | ------------ | ------ |
| 0,6    | 90 ou +      | 1,1    |
| 7,5    | 75-89 ans    | 8,3    |
| 23,2   | 60-74 ans    | 24,1   |
| 19,2   | 45-59 ans    | 18,6   |
| 14,8   | 30-44 ans    | 16,5   |
| 15,8   | 15-29 ans    | 15,9   |
| 18,9   | 0-14 ans     | 15,6   |

| Hommes | Classe d’âge | Femmes |
| ------ | ------------ | ------ |
| 0,9    | 90 ou +      | 2,2    |
| 7,4    | 75-89 ans    | 9,9    |
| 17,2   | 60-74 ans    | 18,1   |
| 19,6   | 45-59 ans    | 19     |
| 17,9   | 30-44 ans    | 17,2   |
| 20,1   | 15-29 ans    | 18,6   |
| 16,9   | 0-14 ans     | 15     |

## Culture locale et patrimoine

### Lieux et monuments
Dans le circuit du four à chaux, on peut voir l'ancien four à chaux.
Ahuy est entourée de chemins de promenade et plusieurs circuits de randonnée sont accessibles, bien qu'Ahuy soit à environ 20 min du centre-ville de Dijon en bus et tram.

### Sites naturels protégés
- Le plateau d'Hauteville et d'Ahuy est une zone naturelle d'intérêt écologique, faunistique et floristique remarquable par sa formation végétale de type pelouse calcicole.

### Héraldique
| Blason | Blasonnement : D'azur au demi-pal ondé d'argent en pointe accompagné en chef de trois roses d'or boutonnées de gueules posées 1 et 2, au pont à une arche d'argent, ouvert et maçonné de sable brochant le pal. |